# Château Beau-Séjour Bécot
Das Château Beau-Séjour Bécot ist ein französisches Weingut und liegt im Bereich Saint-Émilion. In der Hierarchie der Rotweine von Saint-Émilion gehört es als Premier Grand Cru classé B (2012 und 2022), der zweithöchsten Stufe an (siehe auch den Artikel Bordeauxwein (Klassifikation)).
Die Weinberge von Beau-Séjour Bécot haben eine gute Lage auf dem Kalkstein-Plateau von Saint-Émilion. Das Weingut verfügt über eine Rebfläche von 16,5 Hektar; das Durchschnittsalter der Rebstöcke liegt bei 35 Jahren. Die aktuelle Bepflanzung liegt bei 70 % Merlot, 24 % Cabernet Franc und 6 % Cabernet Sauvignon.
Die Weine von Beau-Séjour Bécot sind seit Mitte der 1980er Jahre konstant besser geworden. Das Gut war allerdings 1985 aufgrund von Flächenzukäufen von Premier Grand Cru Classé B zum Grand Cru Classé herabgestuft worden und bekam erst 1996 die Chance zur Wiederaufstufung; das Gut nutzte sie auch. Die Weine sind körperreich und reichhaltig. Dies resultiert aus den Gutsentscheidungen, nur hochreife Trauben zu lesen und einen hohen Anteil neuer Fässer zum Ausbau des Weines zu verwenden. Hierin zeigt sich nicht zuletzt der Einfluss des beratenden Önologen Michel Rolland.
Die Ausbringung beträgt in normalen Jahren ca. 70.000 Flaschen. Der Wein des Jahres 2005 ist der beste der vergangenen drei Jahrzehnte und wurde mit 94 Parker-Punkten bewertet. Schon der Wein des Jahres 2000 deutete mit 93 Punkten das Potential des Gutes an. Parker rät indirekt von Weinen dieses Gutes vor 1985 ab, da sie seiner Meinung nach das Niveau der 70er Punkte nicht verlassen.

## Geschichte
Im Mittelalter bewirtschafteten die Mönche der Abtei Saint-Martin die Weinberge von Beauséjour. Später kamen sie in den Besitz der Familie Gerès. Durch Heirat erwarb 1722 François de Carle, der Besitzer von Château Figeac, das noch ungeteilte Beauséjour. Aufgrund von Geldnöten verkaufte Armand de Carle-Trajet 1823 Beauséjour an einen Herrn namens Trocquart. 1847 verkaufte er es an seinen Cousin Pierre-Paulin Ducarpe, der es 1869 aufteilte. Die späteren Besitzer hängten jeweils ihre Namen an die der Châteaus. Aus dem abgespaltenen Teil entstand das Château Beauséjour Duffau-Lagarrosse. Nach dem Arzt Jean Fagouet, der das heutige Beauséjour-Bécot 1924 erwarb, hieß es zunächst Beauséjour-Fagouet. 1954 wurde es als Premier Grand Cru Classé B eingestuft, die Qualität des Weines blieb jedoch unter seinen Möglichkeiten.
1969 verkaufte er an Michel Bécot, dem bereits das benachbarte Château La Carte gehörte. Dieser investierte sofort große Summen. Die Weinberge erhielten neue Dränagen, die Kellerei wurde mit Edelstahltanks ausgestattet, und ein großer Barriquekeller wurde gebaut. Er integrierte seinen eigenen Besitz sowie das 1979 erworbene Château Les Trois Moulins in die Produktion von Beauséjour-Bécot. Diese Maßnahme stieß bei den Verantwortlichen für die Klassifikation auf Missfallen. Beide hatten bis dato lediglich Saint-Émilion Grand Cru produziert, auch wenn ihre Lagen denen des Grand Cru Classé gleichwertig waren. In der turnusmäßigen Revision wurde Beauséjour-Bécot daher 1985 der „Premier“-Status entzogen. Im gleichen Jahr ging Michel Bécot in den Ruhestand. Unter der Leitung seiner Söhne Gérard und Dominique steigerte das Château noch seine Anstrengungen. 1996 wurden sie mit dem Wiederaufstieg in die Klasse der Premier Grands Crus Classés belohnt, und 2006 wurde dieser Status bestätigt. Seit 2001 werden die Brüder von Juliette Bécot unterstützt.